# Адмирал Горшков (авионосен крайцер, 1982)
Адмирал Горшков (изначално „Харков“, след това, до 4 октомври 1990 г. – „Баку“) е тежък авионосен крайцер на ВМФ на СССР. Единственият кораб от проекта 1143.4 (главен конструктор Василий Фьодорович Аникиев). Екипажът на крайцера се води войскова част 20366.
Продаден на Индия на 20 януари 2004 г. На 5 март 2004 г. крайцерът е изключен от бойния състав на ВМФ на РФ, действащото име е анулирано, тържествено е спуснат Андреевския флаг. Понастоящем кораба след пълно преустройство е въведен в състава на ВМС на Индия като самолетоносача „Викрамадитя“.

## История

### Строителство
На 17 февруари 1978 г. в списъците на ВМФ на СССР е зачислен четвъртият авионосен крайцер от проекта 1143, получил названието „Баку“ в чест на лидера на есминци от проекта 38. На 26 декември, веднага след спуска на вода на ТАВКР „Новоросийск“, на освободения стапел „0“ на Николаевския Черноморски корабостроителен завод е залагането на новия кораб, който получава заводския номер С-104. ТАВКР „Баку“ се строи по изменения проект 1143.4. Целият корпус на кораба при построяването е разбит на 10 района, работата започва от първия (на залагане) район, включващ „сърцето“ на кораба – машинното отделение, а след това върви едновременно в няколко направления – към носа и кърмата, а също и нагоре. Сглобяването се осъществява от предварително готовите секции, масата на които не надвишава 150 тона. Едновременно с построяването на крайцера се осъществява и реконструкцията на самия стапелен комплекс (в рамките на подготовката за строителството на ТАВКР проекта 1143.5) – поставени са три портални крана (с товароподемност по 80 тона всеки), а също два големи крана на финландската фирма „Konecranes“ (с товароподемност по 900 тона всеки, работещи заедно могат да повдигат блокове с маса до 1400 тона). За първи път новите кранове са използвани през октомври 1981 г. – с тяхна помощ на кораба е поставена сглобената на предстапелната площадка надстройка с маса 1000 тона. През февруари 1982 г. крановете са използвани за монтажа на блоковете на спонсони. Спускът на кораба на вода се състои на 31 март (спускова маса около 19 хил. тона), след което ТАВКР „Баку“ се достроява при заводската стена. Поради постоянните сривове в доставките на новото оборудване, а също и поради внасяните в хода на строителството изменения в проекта дострояването на кораба се проточва. Към швартовните изпитания ТАВКР пристъпва едва на 2 юни 1986 г. На 23 септември на кораба се заселва екипажа, на 1 декември са завършени швартовите изпитания, а на 4 декември корабът се насочва за Севастопол (докуване в Севморзавод от 7 до 22 декември).

### Изпитания
Ходовите изпитания на ТАВКР „Баку“ започват на 9 януари 1987 г. След техния край в предния край на спонсона е поставен обтекател, освен това на кораба е монтирано устройство, изравняващо въздушните потоци над полетната палуба. На 21 април започват държавните изпитания на ТАВКР „Баку“, в хода на които са проведени стрелби с главния ударен комплекс (използвани са макети на ракетите, осъществени са 3 пуска, в т.ч. един със залп от 2 ракети). На 8 юли от палубата на кораба извършва първо излитане щурмовик Як-38М (по метода на къс разбег). На 11 декември е подписан приемният акт – ТАВКР „Баку“ е зачислен в състава на ВМФ на СССР. на 20 декември на кораба е тържествено издигнат флагът на СССР.

### Бойна служба
На 27 април 1988 г. ТАВКР „Баку“ е зачислен в състава на силите с постоянна готовност и вече в края на май започва подготовката за неговата първа бойна служба. Окомплектована е авиогрупата на кораба, включваща 12 щурмовика Як-38М, 1 – 2 двуместни Як-38У, 16 противолодъчни вертолета Ка-27ПЛ, 2 спасителни Ка-25ПС и 2 целеуказателя Ка-25ДЦ (по-късно са заменени с Ка-27ПС). Преходът към мястото на постоянно базиране е решено да се съвмести с първата бойна служба. На 7 юни ТАВКР „Баку“ напуска Севастопол. В хода на бойната служба в Средиземно море ТАВКР осъществява постоянно наблюдение над американския атомен многоцелеви самолетоносач USS Dwight D. Eisenhower (CVN-69) („Дуайт Д. Айзенхауер“). По различни причини през времето на първата служба на кораба са загубени два летателни апарата – Як-38У и Ка-27ПЛ (съответно на 12 юли и 11 август), няма пострадали летци. На 17 декември ТАВКР „Баку“ пристига в Североморск и е зачислен в състава на 170-а бригада противолодъчни кораби на 7-а оперативна ескадра.
Впоследствие корабът повече не излиза за бойна служба, макар занятията по бойна подготовка да продължават. През 1989 г. ТАВКР три пъти взема участие в отработването на подсигуряването на стоварването на морски десант, корабните щурмовици извършват 171 полета, а вертолетите – 1142. На 4 октомври 1990 г. ТАВКР е преименуван на „Адмирал на Флота на Съветския съюз Горшков“. За 1990 г. са извършени 47 полета на самолетите и 1211 полета на вертолети. Впоследствие интензивността на бойната подготовка започва да намалява. За 1991 г. палубните вертолети извършват 417 полета. В периода септември – октомври 1991 г. на борда на крайцера минава корабният етап от изпитанията на новия палубен изтребител с ВИК Як-141, който в перспектива трябва да замени старите щурмовици Як-38 в ролята на основна палубна машина. На 26 септември двата действащи образеца по ред извършват кацане на палубата на ТАВКР, а на 30 септември – първото си излитане. На 5 октомври се случва авария, със загуба на единия самолет (пилотът оцелява). След това изпитанията са прекратени и повече не се възобновяват. След година програмата по разработката на Як-141 е закрита.
На 1 февруари 1992 г. в резултат на авария на паропровода и възникнал пожар в машинното в кърмовия отсек загиват 6 души. На 3 февруари 1992 г. ТАВКР е поставен за ремонт в КРЗ-35 в Рост (Мурманск). На 26 юли военноморския флаг на СССР е заменен с Андреевския флаг. След това корабът е преведен в Росляково.

### Продажбата на крайцера
През 1994 г. започват преговори за продажбата на кораба на Индия. Документите са подписани през октомври 2000 г., но сумата на контракта до 2002 г. остава предмет на пазарлък. Подписаното на 20 януари 2004 г. съглашение предвижда отделянето на 974 млн. щатски долара за възстановяване и модернизация на ТАВКР и 530 млн. долара за доставка на 16 изтребителя МиГ-29К и противолодъчни вертолети Ка-31 и Ка-27. Корабът трябва да бъде предаден на купувача в края на 2008 г. След като заплаща около 458 млн. долара, от януари 2007 г. Индия спира последващите плащания по договора. През ноември 2007 г. руската страна поставя въпроса за недооценка на обема на работите. През декември 2008 г., след визита на президента на РФ Дмитрий Медведев в Индия, комитетът на индийското правителство по безопасност одобрява началото на преговори за нова цена за модернизацията на кораба.
През юли 1999 г. ТАВКР е отбуксиран в Северодвинск за преминаване на модернизация по поръчка на индийските ВМС.

През 2007 г., по думите на ръководителя на корпорация „Ростехнологии“ Сергей Чемезов, ремонтът на ТАВКР се задържа поради дефицит на кадри: 
| „ | За изпълняване на експортния договор трябва да събираме работници от цялата страна, за ремонта на крайцера „Адмирал Горшков“ няма заварчици, тях водим от цялата страна. | “ |

На 3 юли 2013 ТАВКР излиза в Бяло море за ходови изпитания: в течение на месец се проверява работата в различни режими на всички котли на главната енергетична установка. От 3 август до 30 септември в Баренцево море преминават полетните изпитания с участието на самолети и вертолети на палубната авиация и предаването на системата „кораб-самолет“. На 16 ноември 2013 г. се състои тържественото предаване на самолетоносача на ВМС на Индия.

### Памет
На 3 юли 2014 г. реставрираният носов знак на ТАВКР, останал в корабостроителницата след преоборудването на кораба за индийските ВМС, е поставен в качеството на паметник около морската кадетска школа „Адмирал П. Г. Котов“ в Северодвинск.